# وادي سمهود
وادي سمهود هو أول وادي في محافظة قنا من الشمال ويضم الظهير الصحراوي لمركزي أبو تشت وفرشوط (وسميت أبوتشت باللغة الفرعونية القديمة بادي تشت أي الطريق إلى الوادي أو وادي سمهود). وعرف بوادي سمهود نسبة لأقدم القرى الموجودة وهي قرية سمهود وهو على مساحة كبيرة وترجع أهميته لمرور خط سكة حديد الواحات به سواء الخط القديم أو الخط الجديد ويبدأ منه الطريق الجديد المعروف بالطريق المختصر إلى الأقصر وأسوان بطول 60كم ويضم عده قرى من قرى خط الجبل وهي العمرة والنواهض والدير الكعيمات وعزبة البوصة والكرنك والحج سلام والعركي.